# Cryptocope abbreviata
Cryptocope abbreviata is een naaldkreeftjessoort uit de familie van de Cryptocopidae. De wetenschappelijke naam van de soort werd in 1868 voor het eerst geldig gepubliceerd door Georg Ossian Sars.